# Славы
Славы — село в Тымовском городском округе Сахалинской области России, в 21 км от районного центра.

## География
Находится на берегу реки Тымь.

## Население
| 2002 | 2010 | 2013 | 2021 |
| ---- | ---- | ---- | ---- |
| 277  | ↘208 | ↘197 | ↘119 |

По переписи 2002 года население — 277 человек (146 мужчин, 131 женщина). Преобладающая национальность — русские (92 %).

## Транспорт
Вблизи села расположена станция Слава Сахалинского региона Дальневосточной железной дороги.